# Stanisław Brzozowski (pisarz)

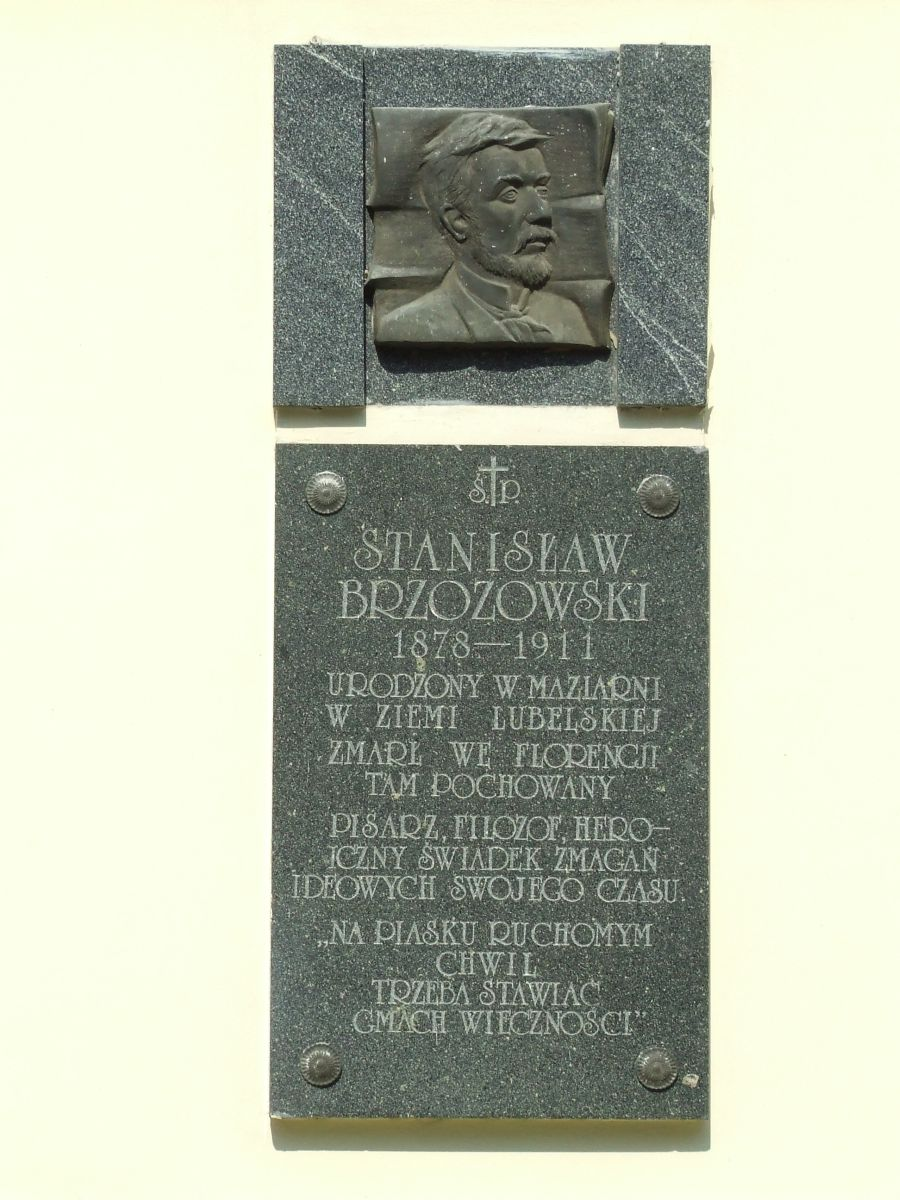
Tablica na ścianie kościoła św. Katarzyny na Służewie

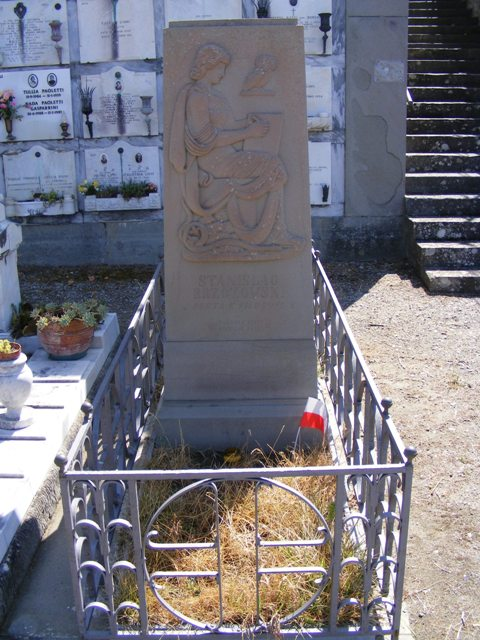
Grób Stanisława Brzozowskiego na florenckim cmentarzu Trespiano

Stanisław Leopold Brzozowski, ps. Adam Czepiel (ur. 28 czerwca 1878 w Maziarni, zm. 30 kwietnia 1911 we Florencji) – polski filozof, pisarz, publicysta i krytyk teatralny i literacki epoki Młodej Polski. Zwolennik materializmu historycznego, twórca „filozofii pracy”. Znany głównie jako autor Legendy Młodej Polski oraz „pierwszej polskiej powieści intelektualnej” pt. Płomienie.

## Życiorys
Urodził się w zubożałej rodzinie szlacheckiej herbu Belina. W 1896 roku rozpoczął studia na wydziale przyrodniczym Uniwersytetu Warszawskiego, których nie ukończył, ponieważ został relegowany z uczelni za współorganizowanie protestu przeciwko wysłaniu przez niektórych profesorów depeszy gratulacyjnej z okazji odsłonięcia pomnika Michaiła Murawjowa w Wilnie. Przez krótki czas pełnił funkcję prezesa organizacji studenckiej „Bratnia Pomoc”. Na stanowisku tym dokonał defraudacji pieniędzy z kasy organizacji, za co przez sąd koleżeński został skazany na wykluczenie z organizacji młodzieżowych i utratę praw towarzyskich. Za działalność w nielegalnym towarzystwie oświatowym trafił do carskiego więzienia. Tam zachorował na gruźlicę, z którą zmagał się do końca życia. Przebywając w sanatorium w Otwocku, poznał swoją żonę Antoninę z domu Kolberg (1872–1950) – nazywaną „Antoniową” córkę Antoniego Kolberga (malarza) oraz Karoliny Matyldy Gallache (1841–1900). W 1908 został oskarżony przez Władimira Burcewa o współpracę z Ochraną, carską policją polityczną. Artykuł oskarżający Brzozowskiego zatytułowany Szpieg ukazał się tego samego roku na pierwszej stronie socjalistycznego pisma Naprzód. Odbył się tzw. proces obywatelski. Przed oskarżeniem bronili Brzozowskiego m.in.: Karol Irzykowski, Ostap Ortwin i Wacław Nałkowski, Edmund Szalit oraz żona Antonina. Własnym sumptem opublikowali oni broszurę pt. Lemiesz i szpada przed sądem publicznym. Sprawa pozostała nierozstrzygnięta. Ze względu na pogarszający się stan zdrowia Brzozowski na stałe wyjechał za granicę. Zmarł 30 kwietnia 1911 we Florencji. Został pochowany na cmentarzu Trespiano.
Za najważniejsze jego dzieła uznaje się Legendę Młodej Polski (1909) oraz Idee. Wstęp do filozofii dojrzałości dziejowej (1910).

## Twórczość
Filozofia Brzozowskiego czerpała z myśli Marksa, Nietzschego, Bergsona, Sorela i Kanta. Przeciwstawiał się XIX-wiecznemu pozytywizmowi i utylitaryzmowi. Jako publicysta związany był z lewicą.
Brzozowski stworzył oryginalną koncepcję filozoficzną opartą na pracy. Według niego to właśnie dzięki pracy przekraczamy kantowską granicę niepoznawalności świata, zmieniając go. Zafascynowany Marksem przyjął materialistyczny sposób widzenia rzeczywistości, od początku jednak wyciągając z niego oryginalne, często odmienne od marksistowskich wnioski, np. nie podzielał marksistowskiej krytyki Kościoła. Z jego trwałości i siły wnioskując, że jego nauka i struktura wyrażają istotną prawdę człowieczeństwa, krytykował jednocześnie sobie współczesnych myślicieli katolickich jak np. Stanisława Tarnowskiego. Jakkolwiek stosunkowo wcześnie zaczął się odwoływać do nauki Kościoła, to nawrócił się na katolicyzm dopiero w ostatnich miesiącach życia. Świadectwo tego nawrócenia można znaleźć na kartach Pamiętnika. Stopniowe zbliżanie się Brzozowskiego do Kościoła przyczyniło się do gwałtownych krytyk ze strony środowisk lewicowych, z którymi był związany.
Brzozowski nie przeciwstawiał rozwoju technologicznego i cywilizacyjnego surowej dyscyplinie moralnej, a wykazywał między nimi korelację. Za Sorelem i Proudhonem powtarzał, że w historii naprawdę twórczymi stają się tylko te warstwy i grupy, które posiadają stanowczą i silną moralność płciową, zaś etyka płciowa jest jedną z najbardziej zasadniczych kwestii życiowych, która wymaga niesłychanej oględności, gdyż łatwo jest tu bezwiednie przyczynić szkody nieobliczalne. Normy moralne Brzozowski traktował jako jeden z istotnych wytworów człowieka, służący opanowaniu przyrody – w tym przypadku własnych popędów
Jako krytyk literacki Brzozowski wymagał od pisarza zaangażowania w najważniejsze problemy narodu i ludzkiego społeczeństwa. Ganił wielu znanych pisarzy i poetów (m.in. Henryka Sienkiewicza) za zaściankowość umysłu. Cenił zaś i wytrwale przypominał twórczość Cypriana Kamila Norwida, jednocześnie podkreślając, że ówczesna moda na tego poetę jest zjawiskiem płytkim i omijającym najbardziej doniosłe aspekty jego twórczości, takie jak rola pracy i tworzenia w życiu ludzkim (swoją koncepcję pracy Brzozowski tworzył wyraźnie i świadomie, wzorując się na ideach Norwida).
Do myśli Brzozowskiego nawiązywali m.in.: Karol Irzykowski, Teresa Landy, Andrzej Trzebiński, Czesław Miłosz, czy Stanisław Ignacy Witkiewicz, jak też w swoich homiliach papież Jan Paweł II.
„W literaturze polskiej XX wieku – jak pisał Czesław Miłosz – nie znajdzie się pisarza o takiej skali i powadze zainteresowań. Górował on umysłowo nad wszystkimi sławami swego czasu i to przesądza o jego wyjątkowej pozycji dzisiaj”.

### Ważniejsze prace
- Pod ciężarem Boga (1901, powieść)
- Filozofia czynu (1903)
- Wiry (1904, powieść)
- Współczesna powieść polska (1906)
- Kultura i życie. Zagadnienia sztuki i twórczości w walce o światopogląd (1907)
- Współczesna krytyka literacka w Polsce (1907)
- Płomienie (1908, powieść)
- Legenda Młodej Polski. Studia o strukturze duszy kulturalnej (1909, wyd. II – 1910)
- Idee. Wstęp do filozofii dojrzałości dziejowej (1910)
- Sam wśród ludzi (1911, powieść)
- Głosy wśród nocy. Studia nad przesileniem romantycznym kultury europejskiej (1912)
- Pamiętnik (1913)
- Widma moich współczesnych (1914, fikcyjne portrety satyryczne)
- Książka o starej kobiecie (1914, powieść)

## W filmie
- Proces Stanisława Brzozowskiego był inspiracją dla reżysera Edwarda Żebrowskiego. Razem z pisarzem Władysławem Terleckim, na podstawie jego powieści zatytułowanej Zwierzęta zostały opłacone, stworzył scenariusz filmu W biały dzień i wyreżyserował go[12]
- O Brzozowskim w 1992 roku został nakręcony spektakl telewizyjny w reżyserii Grzegorza Królikiewicza Sąd nad Brzozowskim[13]

## Literatura dodatkowa
- Kazimierz Wyka: Brzozowski Stanisław. W: Polski Słownik Biograficzny. T. 3: Brożek Jan – Chwalczewski Franciszek. Kraków: Polska Akademia Umiejętności – Skład Główny w Księgarniach Gebethnera i Wolffa, 1937, s. 61–65. Reprint: Zakład Narodowy im. Ossolińskich, Kraków 1989, ISBN 83-04-03291-0
- Andrzej Kosnarewicz: Brzozowski Leopold Stanisław. W: Słownik psychologów polskich. Elwira Kosnarewicz, Teresa Rzepa, Ryszard Stachowski (red.). Poznań: Instytut Psychologii UAM, 1992, s. 37-38.